# Egyptian Athletic Federation
Egyptian Athletic Federation – egipska narodowa federacja lekkoatletyczna, która należy do CAA. Siedziba znajduje się w dzielnicy Kairu Nasr City, a prezesem jest Waleed Atta Ahmed Hussein.
Federacja została założona w 1910 roku i była przyjęta do IAAF w 1912 roku.